# Вон Хе Гён
Вон Хе Гён (кор. 원혜경; англ. 	Won Hye Kyung; род. 14 октября 1979 года, род. в Сеуле) — корейская шорт-трекистка. Двукратная олимпийская чемпионка, трёхкратная чемпионка мира (1995—1997) в команде.

## Биография
Вон Хе Гён начала заниматься шорт-треком в 5-м классе начальной школы Лира в возрасте 10 лет, а когда училась во втором классе средней школы для девочек Синбанпо, в январе 1994 года участвовала на первом юниорском чемпионате мира в Сеуле, и стала серебряным призёром в общем зачёте, а в феврале впервые приняла участие в Зимних Олимпийских играх в Лиллехаммере, в возрасте 14 лет.
С первого раза выиграла золото в эстафете, на дистанции 500 метров она вышла в финал А, но заняла 4 место. На 1000 метров она осталась на 9 местом. В том же году в апреле на чемпионате мира в Гилфорде получила бронзу в эстафете. Между Зимними Олимпийскими играми 1994 и 1998 годов Вон стала трёхкратной чемпионкой мира в 1995, 1996 и 1997 годах в командных турнирах.
В феврале 1998 года, ученица старшей школы Бэхва выиграла национальный чемпионат в общем зачёте и через две недели на зимних Олимпийских играх в Нагано она выиграла бронзу, проиграв всего 0,18 сек китаянке Ян Ян (S) в финале на 1000 м и выиграв с командой эстафету на 3000 м. Вон стала двукратной олимпийской чемпионкой на третьем курсе старшей школы для девочек Бэхва. Услышав новости о золотой медали своей дочери, её мать, Ким Ён Хи, не смогла скрыть своего волнения, сказав: 
```
«Я так горжусь и счастлива» и «Я так горжусь Хе Гён, которая проделала такую огромную работу, хотя я не могла о ней должным образом заботиться ".
```